# Radeberger Blätter zur Stadtgeschichte
Die Schriftenreihe Radeberger Blätter zur Stadtgeschichte ist eine seit Oktober 2004 als Periodikum jährlich herausgegebene werbefreie Kulturzeitschrift für die Stadt und die Region Radeberg. Grundlage war der Stadtratsbeschluss mit Vorlage Drucksache 64/03 vom 15. Juli 2003, der unter Leitung des damaligen Bürgermeisters und späteren Oberbürgermeisters Gerhard Lemm mit der Zielstellung Erarbeitung einer jährlich herauszugebenden Publikation zur Stadtgeschichte durch eine zu bildende ehrenamtlich tätige Arbeitsgruppe.
Seit dem ersten Heft (1 / 2003) ist der Rat der Stadt Radeberg (ab 2012 Große Kreisstadt Radeberg) in Zusammenarbeit mit der Arbeitsgruppe Stadtgeschichte alleiniger Herausgeber. Die Urheberrechte an den Einzelarbeiten verbleiben bei den Autoren. Die Schriftenreihe ist werbefrei.
Der Druck erfolgte in verschiedenen Online-Druckereien.
Der Verkaufspreis pro Heft beträgt in der Regel 6 bis 8 EUR.
Da alle Autoren von Beginn an ehrenamtlich und unentgeltlich arbeiten, fließt der volle Verkaufserlös als Ausgleich für die Vorfinanzierung der Herstellungskosten zum Herausgeber.

## Erscheinungsverlauf

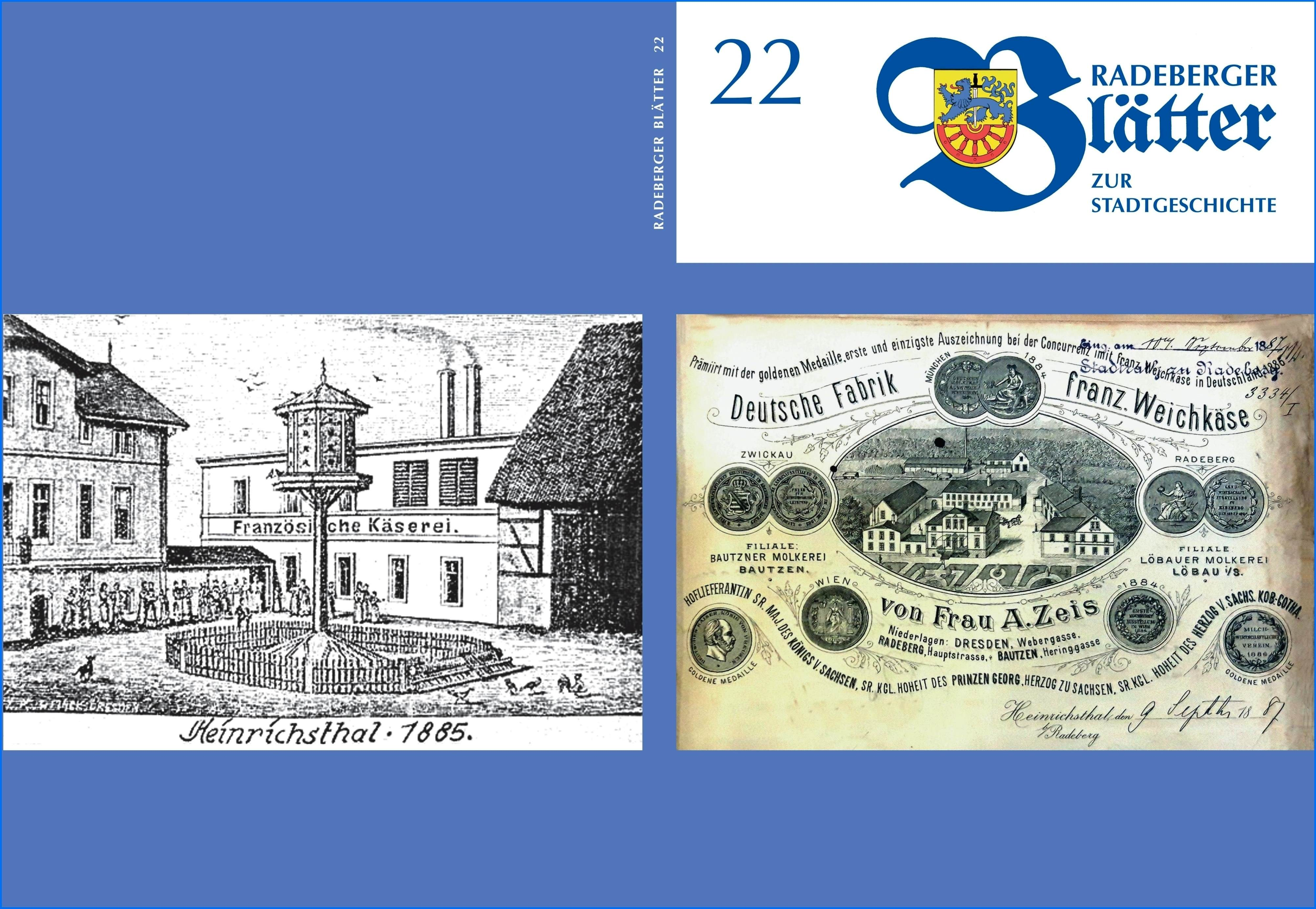
Radeberger Blätter zur Stadtgeschichte Heft 22-2024, Vorder- und Rücktitel (Heinrichsthal)

Das erste Heft erschien im Oktober 2004. Bis einschließlich Heft 22 (Jahrgang 2024) haben 43 ehrenamtliche Autoren insgesamt 318 Einzel-Artikel auf insgesamt ca. 2880 Seiten veröffentlicht. 15 großformatige Grafik-Beilagen vervollständigen die Heft-Reihe.

## Form, Heftumfang
Das Periodikum erscheint im Format 14,8 × 21,0 cm (DIN A5) als Broschüre mit Klebebindung.
Je nach Thematik sind bei einigen Ausgaben großformatige Beilagen (z. B. Landkarten, Historische Abbildungen, eigene Grafiken) eingefügt.
Die Umschlagseiten sind mit wechselnden Motiven vierfarbig. Bis Heft 18 waren die Innenseiten überwiegend in Graustufen und ab Heft 19 vierfarbig gedruckt.
Der Umfang pro Heft ist variabel und liegt bei etwa 120 bis 200 Seiten (außer der Jubiläumsausgabe „600 Jahre Stadtrecht Radeberg“ Heft 10 / 2012 mit ca. 280 Seiten).

## Inhalt
Da die Arbeitsgruppe Stadtgeschichte eine Gemeinschaft freiwillig und unentgeltlich tätiger Hobbyhistoriker ist und keiner festen Organisationsform unterliegt, gibt es keine Themenvorgaben, jedoch gelten als Relevanzkriterien u. a. der Bezug zur Region sowie vollständige und nachvollziehbare Quellenangaben. Einige Hefte stehen unter einem Rahmen-Thema. Die Beiträge einschließlich deren Illustrationen werden von den Autoren selbst ausgewählt und erarbeitet und unterliegen als Einzelwerke dem Urheberrecht.
Nebenstehend befindet sich die vollständige durchsuchbare Auflistung aller Artikel aus den Heften 1 / 2003 bis 22 / 2024 mit Autorenangabe, Heft-Nr. und Seitenzahl sowie Beilagen-Verzeichnis.
Inhaltlich wird eine Vielzahl von Sachgebieten überstrichen. Diese sind hauptsächlich:
- Stadt- und Regionalgeschichte
- Industriegeschichte
- Baugeschichte
- Kulturgeschichte
- Chronistik
- Handwerk
- Persönlichkeiten

Ab Heft 11 / 2013 enthält jede Ausgabe einen illustrierten „Jahresrückblick“ für das Vorjahr.

## Vertrieb, Publizierung
Der Vertrieb erfolgte im regionalen Freiverkauf (Buchhandel, Museum Schloss Klippenstein Radeberg, Bürgerbüro Stadtverwaltung Radeberg, Arbeitsgruppe Stadtgeschichte).
Alle Ausgaben sind in der Stadtbibliothek Radeberg einseh- und ausleihbar.
In der Sächsischen Landesbibliothek – Staats- und Universitätsbibliothek Dresden sind einige Ausgaben verfügbar.

### Einzel-Veröffentlichungen
Einzelne Beiträge sind im Volltext online veröffentlicht worden.
Zur Thematik „Historie Robotron Radeberg und Vorgängerbetriebe“ sind bisher 5 Beiträge aus den Heften 2 bis 5 und Heft 8 online gestellt worden.
Weitere Beiträge sind bereits im Sächsischen Dokumenten- und Publikationsserver Qucosa unter den zur Stadt und Region Radeberg gehörenden Schriftenreihen online im Volltext veröffentlicht.